# Éditions Pulùcia

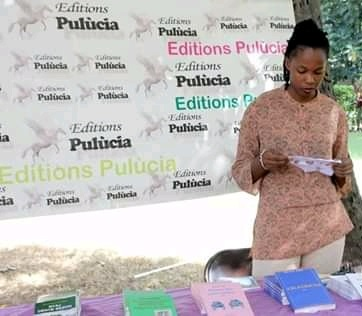
Exposition de livre des Editions Pulùcia au Marathon du livre 2018

Editions Pulùcia, est une maison d’édition créée en avril 2007 à Jacmel par Pierre Paul Ancion. Elle se donne aussi pour mandat de promouvoir le Sacraïsme, comme Mouvement littéraire et artistique. 

## Historique
Les Editions Pulùcia font la promotion du sacraïsme. Cependant elles publient les œuvres de tous les courants littéraires du monde. Cette maison d'édition publie des essais, des chroniques, de la poésie, de la fiction : roman, récit, nouvelle. Elle organise des ateliers d’écriture pour des jeunes. Elle participe à des foires du Livre du pays et ailleurs. En 2015, elle a participé à la foire du livre de Cuba. 
La maison d'édition a pris plusieurs initiatives au Sud-Est du pays. Elle a organisé durant trois années consécutives l'activité « Konbit pour la promotion de la poésie et de l’art » qui est un festival littéraire qui vise la promotion des jeunes écrivains et artistes et qui permet également aux jeunes auteurs de publier pour la première fois. En 2015, le festival a accueilli l'historien Michelet Divers.
Elle a créé deux prix : en 2014, le prix Poésie créole Dominique Batraville, qui a été remis pour la première fois au jeune poète Jacques Adler Jean Pierre. Et en 2017 le prix de nouvelle Gary Victor. En 2018, elle a organisé pour la première fois le Salon International du Livre de Jacmel avec comme invité d'honneur l’écrivain Louis Philippe Dalembert.

## Publications

### Collection Oiselet
Cette collection publie des recueils de poèmes des jeunes auteurs.
- 2014 : Faux lits d'amour, Emerson Vilbrun.
- 2014 : Rumeur de la distance, Nadol's
- 2015 : Au paysage de ma muse, Handgod Abraham[6].
- 2015 : Lire l’amer à voix basse, Jean Kechner Daré.
- 2016 : Nyaj dènye sezon, James Stanley Jean Simon.
- 2016 : Anthologie Konbit pour la Promotion de Littérature et des Arts[7].
- 2018 : Dènye rèl, Emerson Vilbrun[8].

### Collection La Gosseline
- 2018: Déchirures, Dr Frantz Large[9]
- 2018, Dérives des cerfs-volants, Georges Greffin[10].

### Collection Cap des Maréchaux
- 2018, De la Nouvelle Orléans à Port-au-Prince Histoires du Jazz, Wilson Décembre[11].

### CollectionRené Depestre
- 2015 : Kimika et son huitième sacrement, Pierre-Paul Ancion  [12]

### Koleksyon Tamaren
- 2018, Kabrit misye Segen an, Maurice Cadet.

### Collection La Saline
- 2018 : Maurice Cadet, Cicatrices, Jacmel, Édition Pulucia, 2018, 158 p. (ISBN 978-99970-69-40-5)

### Collection Émile-Célestin-Mégie
- 2014 : Kòdvokal, Dominique Batraville.

### Collection Jacmel d'antan
- 2018, Jacmel d'antan, aller retour, Maurice Cadet[13].

## Salon International du Livre de Jacmel
Le Salon International du Livre de Jacmel est une initiative des Éditions Pulùcia avec d'autres partenaires en vue de faciliter l’accès des jeunes du Sud-est aux livres et à la lecture et d'assurer la promotion du livre, de la production littéraire et scientifique. Ce salon commence pour la première fois à Jacmel dans la période du 31 octobre au 2 novembre 2018 autour du thème: "ville et imaginaires", choisi par le président d'honneur Gary Victor,. Cette première édition parmi d'autres activités a permis aux  élèves du Centre Alcibiade de Pommayrac de rencontrer l’écrivaine Ketlly Mars accompagnée du Poète Maurice Cadet le 31 octobre.

## Pri Pwezi Kreyòl Dominique Batraville

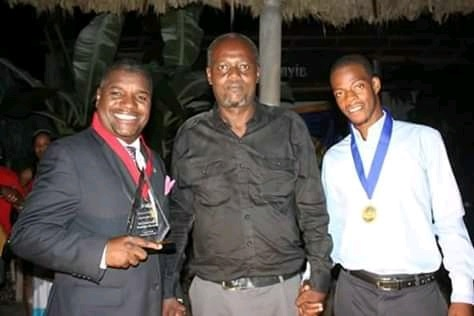
Dominique Batraville au milieu des deux lauréats du prix poésie créole en 2015

Prix créé par les Editions Pulùcia en vue de valoriser la langue créole haïtien et d'encourager la production littéraire de la langue. Ce prix a été remis pour la première fois en 2014 au poète Jacques Adler Jean Pierre pour son recueil de poèmes "Zetwal anba wòb".  

### Liste des Lauréats
| Année | Lauréat                   | Titres          | Place |
| ----- | ------------------------- | --------------- | ----- |
| 2014  | Jacques Adler Jean Pierre | Zetwal anba wòb | 1ère  |
| 2015  | Clément Benoit II         | Koulè Lapli,    | 1ère  |
| 2015  | Handgod Abraham           | Plim Poul       | 2ème  |
| 2016  | Coutechève Lavoie Aupont  | Make Pa         | 1ère  |
| 2016  | André Fouad               | Souf Douvanjou  | 2ème  |
| 2017  | Fred Edson Lafortune      | Ann al azil     | 1ère  |
| 2017  | Max Grégory Saint-Fleur   | Kou sispann,    | 2ème  |

## Prix de la nouvelle littéraire Gary Victor

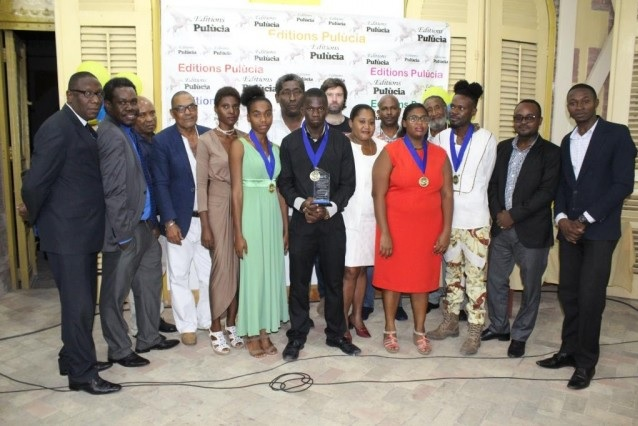
Remise du Prix de la nouvelle littéraire Gary Victor 2017

### Liste des Lauréats
2017
- Brunet Blaise. élève, Centre culturel Alcibiade Pommayrac[4].

Mentions 2017
- Wood-Jerry Gabriel, Diplômé, Ciné Institute.
- Cathiana Désiré, étudiante, Faculté de linguistique appliquée.
- Naïka Trinity, écolière, Centre culturel Alcibiabe Pommayrac.
- Rhode Vanessa Dalzon, étudiante, Université Quisqueya[20],